# Пургайлис, Марис Германович
Марис Германович Пургайлис (латыш. Māris Purgailis, 8 декабря 1947, Рига — 26 сентября 2022 - 26 сентября 2022, Рига) — латвийский политический и государственный деятель. Мэр Риги (1994—1997).

## Биография
В 1971 году окончил факультет экономической кибернетики Латвийского государственного университета, где затем работал преподавателем. Долгое время занимал должность декана факультета экономики и управления (теперь Факультет бизнеса, управления и экономики). Является экспертом в области анализа экономических систем и экономической кибернетики.
Бывший член КПСС. Позже, член Народного фронта Латвии. На пост мэра Риги выдвинут ДННЛ и Латвийской зелёной партией. В мае 1994 году участвовал в выборах в Рижскую городскую думу и был избран градоначальником столицы Латвии — Риги. В 1994—1997 годах работал мэром Риги.
В бытность его мэром Риги Латвия успела пережить и банковский кризис, и приватизацию, а Пургайлис заложил первый камень в фундамент Дома Черноголовых, дальнейшее обустраивание Ратушной площади, принимал участие в открытии реконструированного Двора Конвента.
Был членом правления Рижского свободного порта, членом совета Латвийской национальной оперы, председателем правления AS Rīgas Slimokase. Позже был членом Народной партии Латвии и входил в объединение Латвийский путь / Латвийская Первая партия. В настоящее время — беспартийный.
В начале 2000-х годов завершил политическую карьеру.
Пургайлис увлекается игрой в бридж, член Латвийской федерации бриджа, добился определённых успехов на международном уровне.